# Pteranodon

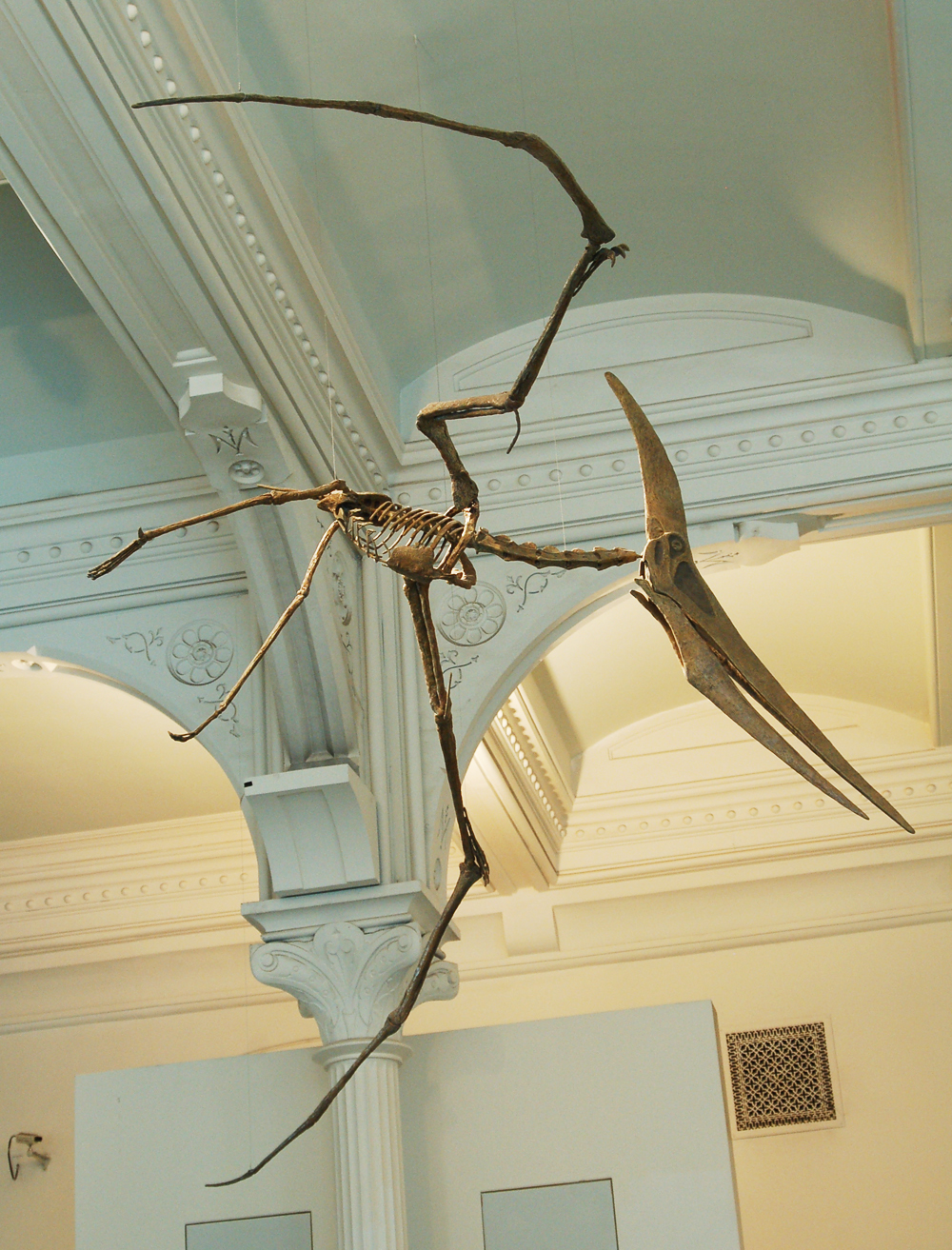
Replica scheletului unui mascul adult de P. longiceps expusă în Muzeul American de Istorie Naturală

Pteranodonul (din grecescul pteron, „aripă” și anodon, „fără dinți, se traduce: zburător fără dinți") este un gen de pterozauri care a inclus unele dintre cele mai mari reptile zburătoare cunoscute. Aripile pteranodonului au avut o deschidere de până la 7 m sau mai mult, iar fălcile sale fără dinți au fost foarte lungi și asemănătoare cu cele ale unui pelican. Pteranodonul a trăit în Cretacicul târziu pe teritoriul actualelor state americane Kansas, Alabama, Nebraska, Wyoming și Dakota de Sud. Femela avea avengura aproximativ 3 metri, iar înălțimea de circa 2 metri. Capul său se încheia cu un cioc lung și ascuțit. El avea și o creastă osoasă de 60 de centimetri lungime, doar de 30 de grame, care este posibil să fi servit ca un fel de ampenaj. Femela având o creastă mică se deosebește de mascul,care având o creastă mare se deosebește de femelă. Femela avea avengura aproximativ 3 metri,iar masculul 7 metri.Pteranodonul a fost,până în urmă cu câteva decenii,cel mai mare pterozaurian cunoscut,avengura aripilor sale măsurând 7 metri.El a trăit acum circa 70 de milioane de ani în cretacicul târziu.Lungimea corpului pterano-donului era de 3 metri,dintre ca-re 1,8 metri erau dedicați doar capului,care se încheia cu un cioc lung. În tot cazul,ea avea rolul unei contragreutăți,atunci când pteranodonul își mișca capul în lateral.Totodată,creasta putea fi folosită și ca  diferențare între femele și masculi.

#### Genuri și specii
Clasificare: Pterosauria, Pteranodontidae.
Gen: Pteranodon („Aripa fără dinți”)
Specii: P. longiceps, P. sternbergi (poate fi o specie separată cunoscută sub numele de „Geosternbergia”)

#### Caracteristici
Pteranodon a fost o reptilă mare cu aripi cunoscută sub numele de pterosaur. Era cunoscut pentru creasta mare asemănătoare unei lame. O minoritate, aproximativ o treime din fosilele găsite, sunt cu 50% mai mari, cu creste mai mari și se crede că sunt bărbații adulți. Creasta diferă în funcție de individ, vârstă și sex. Există două specii acceptate; P. longiceps cu o creastă îngustă care iese în spate care dublează lungimea craniului și P. sternbergi cu o creastă în formă de lopată care se ridică în sus, care era de patru ori mai înaltă decât craniul. Unii oameni de știință au pus P. sternbergi în propriul gen, Geosternbergia.
Oasele goale erau mai răspândite la Pteranodon decât la pterosaurii anteriori, oferindu-le un sistem pulmonar în stil aviar mai eficient. Pteranodon avea maxilarele subțiri care erau extinse de un cioc slab și, pentru un pterodactilid, avea coada scurtă și patru degete. Anvergura aripilor ar putea fi lată de până la 20 de picioare. Corpurile lor erau acoperite de structurile mele scurte, groase, asemănătoare părului, numite picnofibre.

#### mărimea
LUNGIMEA Aripii: 20 metri (6 metri).
GREUTATE: 20 - 93 kg
.

#### Comportament
Pteranodonii erau la înălțimi oceanice, folosind aripile lor lungi și înguste pentru a aluneca prin exploatarea curenților de aer și rareori bătând. Au fost adaptate pentru decolare din apă și pe uscat amestecate sau sărituri pe patru membre. Au mâncat pești mici, smulgându-i dintr-o poziție plutitoare pe suprafața apei sau făcând scufundări superficiale în timp ce pluteau.

#### Istoria descoperirii
Pteranodon a fost descoperit în 1870 de către Othniel Charles Marsh și este cunoscut din multe schelete adulte. Sunt cei mai cunoscuți pterozauri mari din lume; primul pterosaur gigant cunoscut, primii pterosauri găsiți în afara Europei. Primele fosile au fost găsite în zăcămintele Smoke Hill Chark din Kansas.

#### Paleomediul
Pteranodon a trăit în ceea ce este acum America de Nord în mări puțin adânci, cu o bogată faună de pești, rechini și reptile marine.